# Geelse hartjes
Het Geels hartje is een hartvormige boterkoekje afgewerkt met amandelen en gevuld met marsepein en een dun laagje abrikozenconfituur. Het gebakje is een streekproduct in de streek van de Belgische stad Geel.
Het koekje ontstond in 1986, toen studenten die een bakkersopleiding volgden in het Sint-Jozefsinstituut van Geel een koekje maakten in opdracht van de stad Geel. De naam is een verwijzing naar de bijnaam van de stad, de Barmhartige Stede, naar de Geelse traditie van gezinsverpleging van psychiatrische patiënten. Het Geels hartje werd in 2011 in Vlaanderen door het Steunpunt Streekproducten officieel als streekproduct erkend.